# Isidre Ribas i Pujol
Isidre Ribas i Pujol (el Vendrell, 21 de juliol de 1877 – 2 de setembre de 1965) fou un jugador de billar català, especialista del billar de fantasia.
Els seus pares eren cafeters al Vendrell, i després, del cafè La Alianza del Poblenou, on s'inicià en el billar de ben petit. Més tard es traslladà a Marsella i París, on començà a guanyar campionats internacionals.
El 1932 es proclamà campió del món de billar de fantasia a l'Havana davant l'estatunidenc Charles C. Peterson i es convertí en el billarista més cotitzat del món. El 1937 s'instal·là a l'Argentina, on feu una gran quantitat d'exhibicions, i el 1947 retornà a Barcelona.
Va casar-se en primeres núpcies amb la vendrellenca Dolors Vila i Ramon amb qui va tenir dos fills, i en segones núpcies amb l'actriu Clotilde Nicuesa Sáez, coneguda amb el nom artístic de Granito de sal.